# Phreatobius cisternarum
Phreatobius cisternarum es una especie de peces de la familia Heptapteridae en el orden de los Siluriformes.

## Morfología
Los machos pueden llegar alcanzar los 5,5 cm de longitud total.

## Hábitat
Es un pez de agua dulce y de clima tropical.

## Distribución geográfica
Se encuentran en Sudamérica: entornos freáticos de la isla Marajó en la desembocadura del río Amazonas (Brasil ).